# Chaetophoma foeda
Chaetophoma foeda är en svampart som beskrevs av Sacc. 1884. Chaetophoma foeda ingår i släktet Chaetophoma, divisionen sporsäcksvampar och riket svampar.   Inga underarter finns listade i Catalogue of Life.